# آکی راهونن
 آکی راهونن (انگلیسی: Aki Rahunen؛ زادهٔ ۲۴ دسامبر ۱۹۷۱) یک تنیس‌باز اهل فنلاند است.